# Ligota Bialska
Ligota Bialska (dodatkowa nazwa w j. niem. Ellguth) – wieś w Polsce, położona w województwie opolskim, w powiecie prudnickim, w gminie Biała. Historycznie leży na Górnym Śląsku, na ziemi prudnickiej. Położona jest na terenie Kotliny Raciborskiej, będącej częścią Niziny Śląskiej. Przepływa przez nią rzeka Biała.
W latach 1975–1998 miejscowość należała administracyjnie do ówczesnego województwa opolskiego.
Według danych na 2011 wieś była zamieszkana przez 365 osób.
Wieś posiada przysiółek Kolonia Ligocka.

## Geografia

### Położenie
Wieś jest położona w południowo-zachodniej Polsce, w województwie opolskim, około 8,5 km od granicy z Czechami, w zachodniej części Kotliny Raciborskiej. Należy do Euroregionu Pradziad. Ma charakter rolniczy. Głównymi uprawami są tutaj burak cukrowy, pszenica i rzepak. Przez granice administracyjne wsi przepływa rzeka Biała.

### Środowisko naturalne
W Ligocie Bialskiej panuje klimat umiarkowany ciepły. Średnia temperatura roczna wynosi +8,2 °C. Duże zróżnicowanie dotyczy termicznych pór roku. Średnie roczne opady atmosferyczne w rejonie Ligoty Bialskiej wynoszą 615 mm. Dominują wiatry zachodnie.

### Integralne części wsi
| SIMC    | Nazwa           | Rodzaj     |
| ------- | --------------- | ---------- |
| 0491363 | Kolonia Ligocka | przysiółek |

## Nazwa
Topograficzny opis Górnego Śląska z 1865 roku notuje wieś pod polską nazwą Ligota, a także niemiecką Ellguth we fragmencie: „Ellguth (1531 Elgota, 1534 Lhotta, polnisch Ligota)”. W Spisie miejscowości województwa śląsko-dąbrowskiego łącznie z obszarem ziem odzyskanych Śląska Opolskiego wydanym w Katowicach w 1946 wieś wymieniona jest pod polską nazwą Ligota Bielska. 15 marca 1947 nadano miejscowości nazwę Ligota Bialska.
W historycznych dokumentach nazwę miejscowości wzmiankowano w różnych językach oraz formach: Elgoth (1384), Elgotha (1388), Elgoth (1581), Lgotta (1679), Ellgoth (1743), Ellgut, Ligotta (1784), Ellguth, Ligota (1845), Ellguth, Ligota (1864), Ligota Bielska (Ellguth) (1939), Ellguth – Ligota Bialska, -ty -ej (1947), Ligota Bialska, -ty -kiej (1981).

## Historia
Nie jest znana dokładna data założenia wsi. Po raz pierwszy wzmiankowana była w 1376 w dokumencie potwierdzającym istnienie kościoła parafialnego, nad którym patronat sprawowała kolegiata św. Bartłomieja w Głogówku. Następnie wzmiankowana była w 1383 (Elgoth, Ligota). Kolejny zapis pochodzi z dokumentów biskupstwa wrocławskiego z 1447. Po przeprowadzonym przez księcia Władysława Opolczyka podziale księstwa opolskiego na obszar niemodliński i głogówecki, Ligota Bialska przypadła do części głogóweckiej. W 1397 posiadłości bialskie łącznie z Ligotą Bialską przeszły pod władanie książąt oleśnickich.

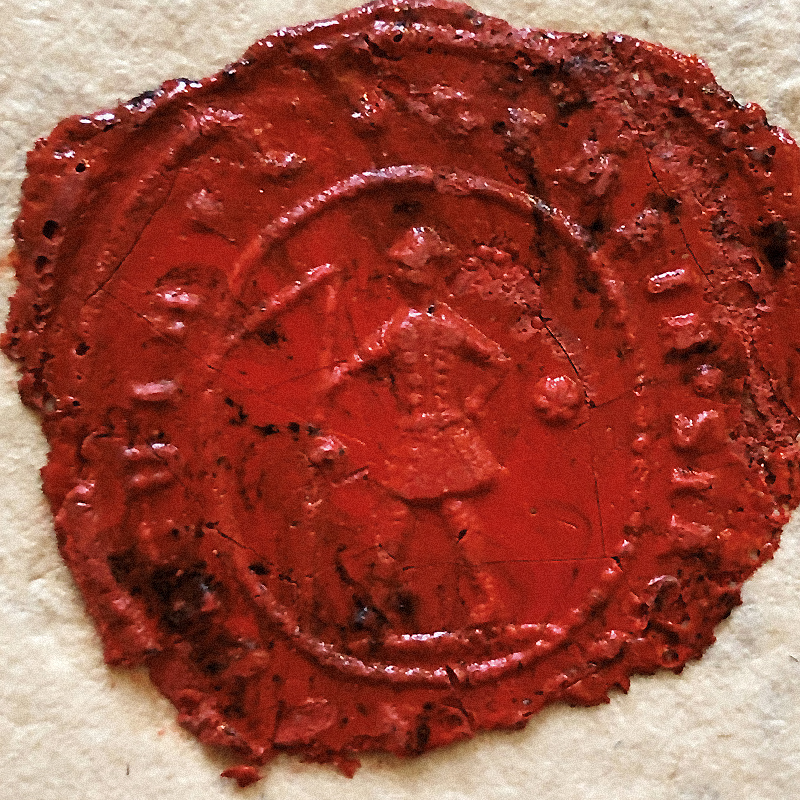
Pieczęć Ligoty Bialskiej (1751)

W XVI wieku Ligota Bialska była własnością rodziny Larisch. W 1568 lub 1570 baron Jerzy Prószkowski otrzymał w zastawie majątek ligocki, którego właścicielem był Jan Larisch. W 1596 administrację kasztelanii bialskiej przejął hetman Henryk Wirbski. W tymże roku, w jego obecności, mieszkańcy Ligoty Bialskiej złożyli czynsz. Wśród nich był jeden karczmarz, 10 zagrodników, 9 rolników oraz nieokreślona liczba chałupników. Dokumenty z przełomu XVI i XVII wieku wskazują na istnienie szkoły parafialnej.

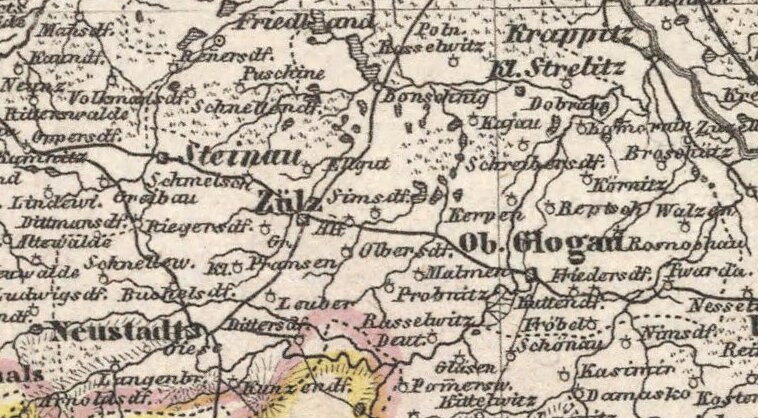
Ligota Bialska (Ellgut) wśród miejscowości ziemi prudnickiej na mapie z 1849

W 1606 cesarz Rudolf II sprzedał Janowi Krzysztofowi Prószkowskiemu zastawioną Białą wraz z zamkiem i sześcioma wsiami oraz miastem Strzeleczki. Odtąd Ligota Bialska była własnością rodziny Prószkowskich. Do 1742 wieś należała do powiatu sądowego bialskiego w Monarchii Habsburgów. Po I wojnie śląskiej znalazła się w granicach Królestwa Prus i weszła w skład powiatu prudnickiego w prowincji Śląsk. Elżbieta Fryderyka Prószkowska z Schaffgotschów sprzedała swoją własność w 1747 Bartłomiejowi Oderfeldowi. Po śmierci Oderfelda w 1752, jego posiadłość przeszła w ręce spadkobierców, którzy na licytacji w 1756 sprzedali majątek hrabiemu Rudolfowi Matuschce. Według zestawienia Zimmermanna, w 1784 Ligotę Bialską zamieszkiwało 161 osób.

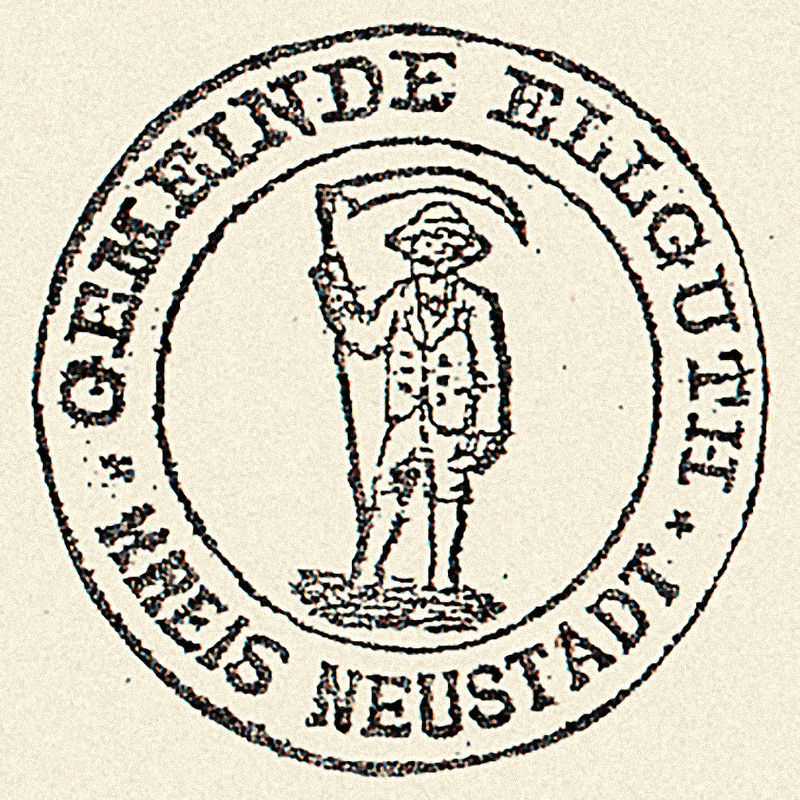
Pieczęć Ligoty Bialskiej (XIX wiek)

Na początku XIX wieku hrabia Matuschka sprzedał za oprocentowaniem majątek rolny w Ligocie Bialskiej. Nauczanie w tutejszej szkole początkowo odbywało się w języku polskim, natomiast język niemiecki wprowadzono w drugim roku nauki. Naciski germanizacyjne spowodowały wyrugowanie języka polskiego ze szkoły. Wieś posiadała swoją własną pieczęć, która przedstawiała w polu chłopa w kapeluszu trzymającego w prawej ręce kosę, a w otoku napis: GEMEINDE ELLGUTH / KREIS NEUSTADT (pol. Gmina Ligota Bialska / Powiat Prudnicki).
W 1905 w Ligocie Bialskiej została założona jednostka ochotniczej straży pożarnej. W 1909 wybudowano nowy murowany kościół św. Stanisława Biskupa w stylu neogotyckim. Według spisu ludności z 1 grudnia 1910, na 617 mieszkańców Ligoty Bialskiej 18 posługiwało się językiem niemieckim, 585 językiem polskim, a 14 było dwujęzycznych.

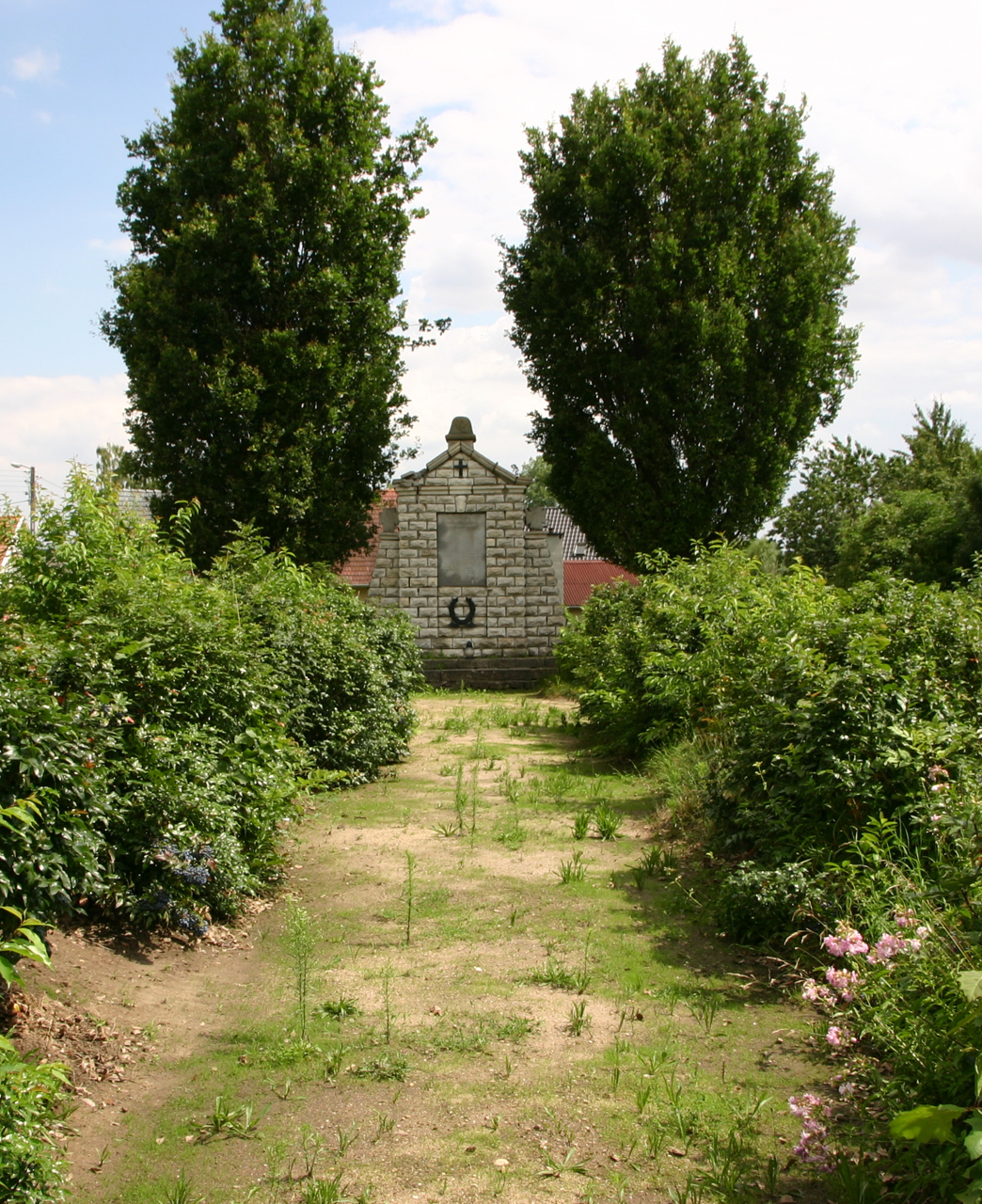
Pomnik poległych w I wojnie światowej

Po I wojnie światowej w szkole w Ligocie Bialskiej ponownie uczono w języku polskim. W 1921 w zasięgu plebiscytu na Górnym Śląsku znalazła się tylko część powiatu prudnickiego. Ligota Bialska znalazła się po stronie wschodniej, w obszarze objętym plebiscytem, w obwodzie nr 8 powiatu prudnickiego. Mieszkańcy wsi protestowali przeciwko dopuszczeniu do głosowania tzw. „emigrantów plebiscytowych”. Do głosowania uprawnionych było w Ligocie Bialskiej 515 osób, z czego 318, ok. 61,7%, stanowili mieszkańcy (w tym 303, ok. 58,8% całości, mieszkańcy urodzeni w miejscowości). Oddano 499 głosów (ok. 96,9% uprawnionych), w tym 498 (ok. 99,8%) ważnych; za Niemcami głosowało 389 osób (ok. 78,1%), a za Polską 109 osób (ok. 21,8%). W propolską działalność plebiscytową aktywnie angażował się Aleksander Skowroński – proboszcz parafii w Ligocie Bialskiej. 30 kwietnia 1921 został ostrzeżony o grożącym mu niebezpieczeństwie ze strony niemieckich bojówek, po czym wyjechał do Mikołowa. W latach 20. XX wieku w Ligocie Bialskiej powstał pomnik upamiętniający mieszkańców wsi, którzy zginęli podczas I wojny światowej. W okresie międzywojennym pochodzący z Ligoty Bialskiej rzeźbiarz Piotr Triebler postawił we wsi pomnik ku czci swojego krewnego Romualda Osiewacza, który zginął w I wojnie światowej. W 1939 pomnik został częściowo zdewastowany, zdarto z niego epitafium pisane w języku polskim.
Po II wojnie światowej, od marca do maja 1945 powiat prudnicki znajdował się pod kontrolą radzieckiej komendantury wojskowej. 11 maja 1945 polska administracja przejęła władzę cywilną w powiecie prudnickim. Mieszkańcom Ligoty Bialskiej, posługującym się dialektem śląskim bądź znającym język polski, pozwolono pozostać we wsi po otrzymaniu polskiego obywatelstwa. Sołtysem wsi został polski działacz Paweł Heda, który zorganizował pierwszą polską szkołę na tym terenie dla uczniów miejscowych i przybyłych z Kresów Wschodnich.
W latach 1945–1950 Ligota Bialska należała do województwa śląskiego, a od 1950 do województwa opolskiego. W latach 1945–1954 wieś należała do gminy Śmicz, a w latach 1954–1972 była siedzibą gromady Ligota Bialska. Podlegała urzędowi pocztowemu w Ścinawie Małej.
4 października 1954, w 20. rocznicę śmierci księdza Skowrońskiego, w Ligocie Bialskiej została odsłonięta tablica upamiętniająca jego osobę. 2 lutego 1955 utworzono Gminną Spółdzielnię „Samopomoc Chłopska” w Ligocie Bialskiej z siedzibą w Białej. 28 listopada 1971 została połączona z Miejską Spółdzielnią Zaopatrzenia i Zbytu w Białej. W kwietniu 1999 oddano do użytku nową remizę ochotniczej straży pożarnej. W 2007 Ligota Bialska przystąpiła do Programu Odnowy Wsi Opolskiej.
W 2022 oddano do użytku nowy budynek świetlicy wiejskiej połączonej z remizą ochotniczej straży pożarnej. Podczas powodzi we wrześniu 2024 w Ligocie Bialskiej doszło do podtopień. Zniszczony został chodnik.

## Mieszkańcy
Miejscowość zamieszkiwana jest przez mniejszość niemiecką oraz Ślązaków. Mieszkańcy wsi posługują się gwarą prudnicką, będącą odmianą dialektu śląskiego.

### Liczba mieszkańców wsi
- 1871 – 576[35]
- 1885 – 565[36]
- 1905 – 606[37]
- 1910 – 617[18]
- 1933 – 614[38]
- 1939 – 579[38]
- 1966 – 517[39]
- 1998 – 425[40]
- 2002 – 389[40]
- 2009 – 359[40]
- 2011 – 365[40]
- 2013 – 377[41]

## Zabytki
Zgodnie z gminną ewidencją zabytków w Ligocie Bialskiej chronione są:
- kościół parafialny pw. św. Stanisława Biskupa
- kaplica cmentarna
- cmentarz katolicki, przykościelny

## Pomniki i obiekty upamiętniające

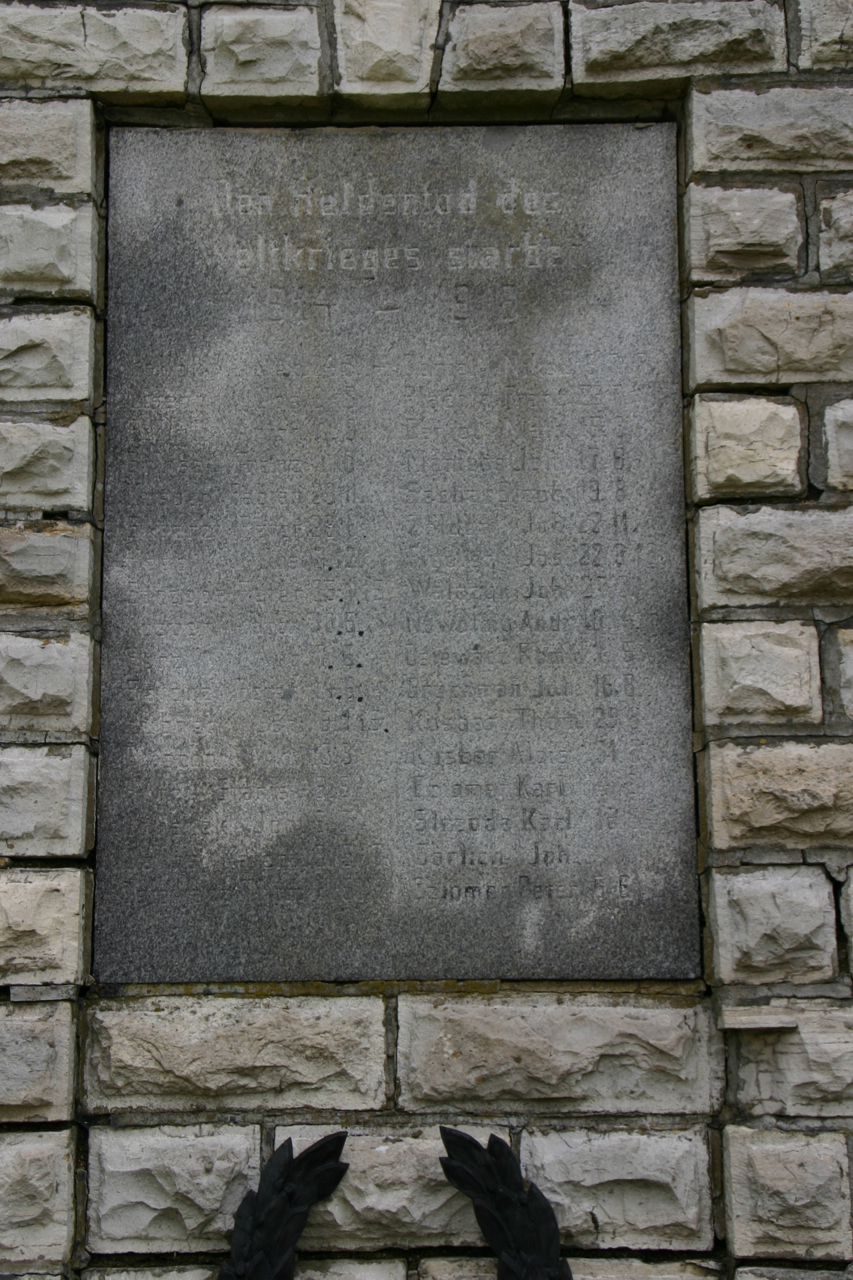
Pomnik poległych w I wojnie światowej

- Pomnik poległych w I wojnie światowej – pomnik w Ligocie Bialskiej powstały w latach 20. XX wieku jako upamiętnienie mieszkańców wsi, którzy polegli w I wojnie światowej[potrzebny przypis].
- Pomnik Romualda Osiewacza – pomnik na prywatnej posesji w Ligocie Bialskiej wzniesiony w okresie międzywojennym przez Piotra Trieblera ku czci swojego krewnego Romualda Osiewacza, który zginął w I wojnie światowej. W 1939 został częściowo zdewastowany, zdarto z niego epitafium pisane w języku polskim literami z brązu[23].
- Tablica upamiętniająca Aleksandra Skowrońskiego – tablica pamiątkowa w kościele w Ligocie Bialskiej, powstała w 1954 jako upamiętnienie proboszcza Aleksandra Skowrońskiego. Na tablicy inskrypcja: „X. Prałat Aleksander Skowroński 9. II. 1863 – 4. X. 1934. «Co naród cierpiał, ja odczuwałem, jam dzielił jego rozpacz i ból.» (X. A. Skowroński). W dzudziestolecie śmierci funduje tę tablicę wielkiemu synowi Polski, zasłużonemu kapłanowi, budowniczemu tego kościoła oraz gorącemu szermierzowi idei połączenia Śląska z macierzą wdzięczny lud śląski. Ligota Bialska – 1954 r.”[28]

## Gospodarka
W Ligocie Bialskiej siedzibę ma firma Kowalstwo Mocha Bernard, zrzeszona w Cechu Rzemieślników i Przedsiębiorców w Prudniku.

## Transport
W zarządzie Wydziału Drogownictwa Starostwa Powiatowego w Prudniku znajdują się drogi powiatowe: nr 1206O relacji Biała – Ligota Bialska – Górka Prudnicka – Frącki – Pogórze – Sowin, nr 1256O relacji Nowy Browiniec – Browiniec Polski – Solec – Biała – Ligota Bialska – Otoki oraz nr 1268O relacji Łącznik – Mokra – Radostynia – Ligota Bialska.
Ligota Bialska posiada połączenia autobusowe z Białą, Głuchołazami, Górką Prudnicką, Korfantowem, Opolem, Prudnikiem, Rzymkowicami. We wsi znajdują się dwa przystanki autobusowe – „Ligota Bialska”, „Skrzyżowanie”.
Transport autobusowy w Ligocie Bialskiej obsługiwany był przez PKS Prudnik. W 2004 prudnicki PKS został sprywatyzowany z udziałem Connex Polska. W 2008, w wyniku połączenia spółek PKS Connex Prudnik i PKS Connex Kędzierzyn-Koźle, utworzona została spółka Veolia Transport Opolszczyzna, w 2013 przejęta przez Arriva Bus Transport Polska. W 2019 Arriva wycofała się z Prudnika. Wówczas organizacją przewozów pasażerskich w Ligocie Bialskiej i okolicy zajęły się ościenne PKS-y. W grudniu 2021 powołano Powiatowo-Gminny Związek Transportu „Pogranicze”, mający na celu poprawę jakości transportu.

## Religia

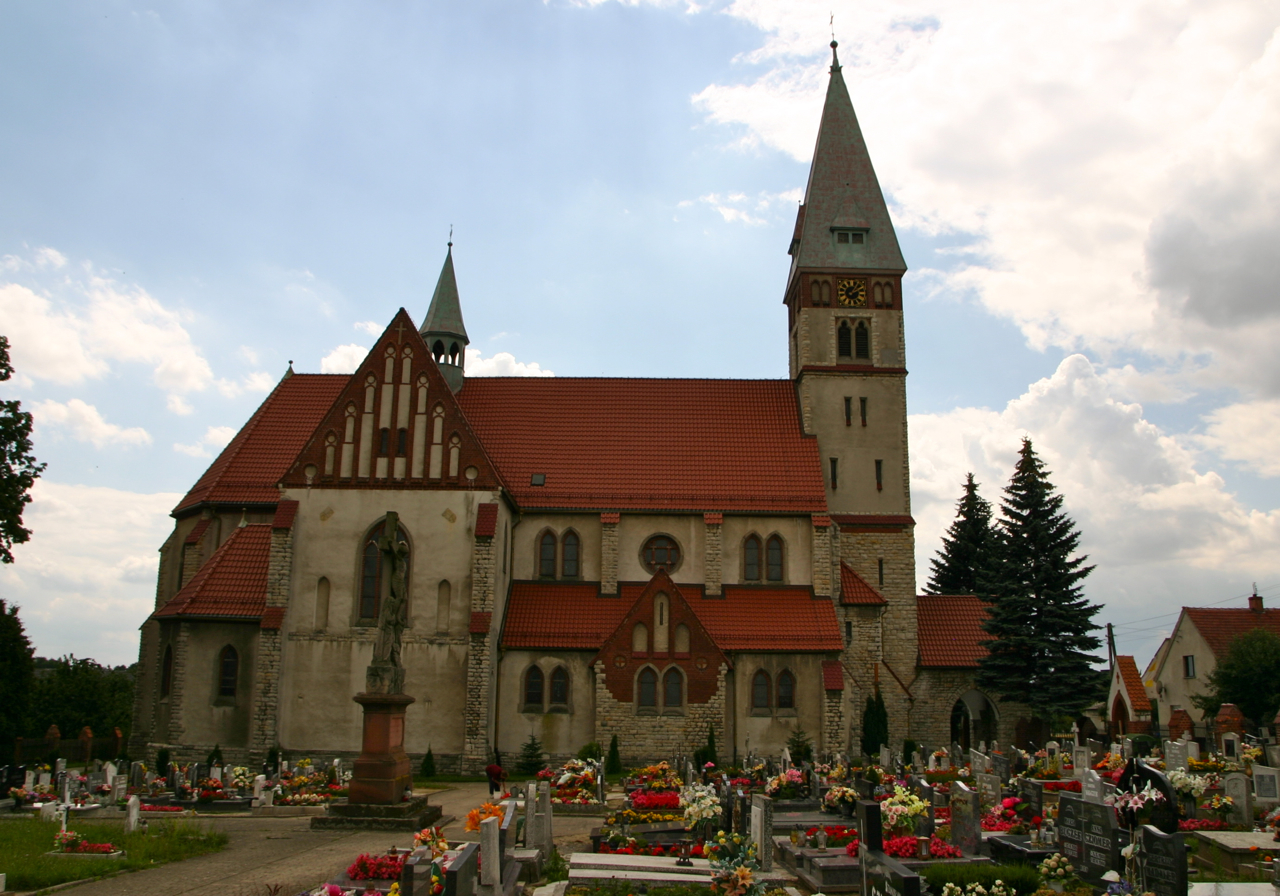
Kościół św. Stanisława Biskupa

W Ligocie Bialskiej znajduje się katolicki kościół św. Stanisława Biskupa, który jest siedzibą parafii św. Stanisława Biskupa (dekanat Biała). Przy kościele znajduje się cmentarz.

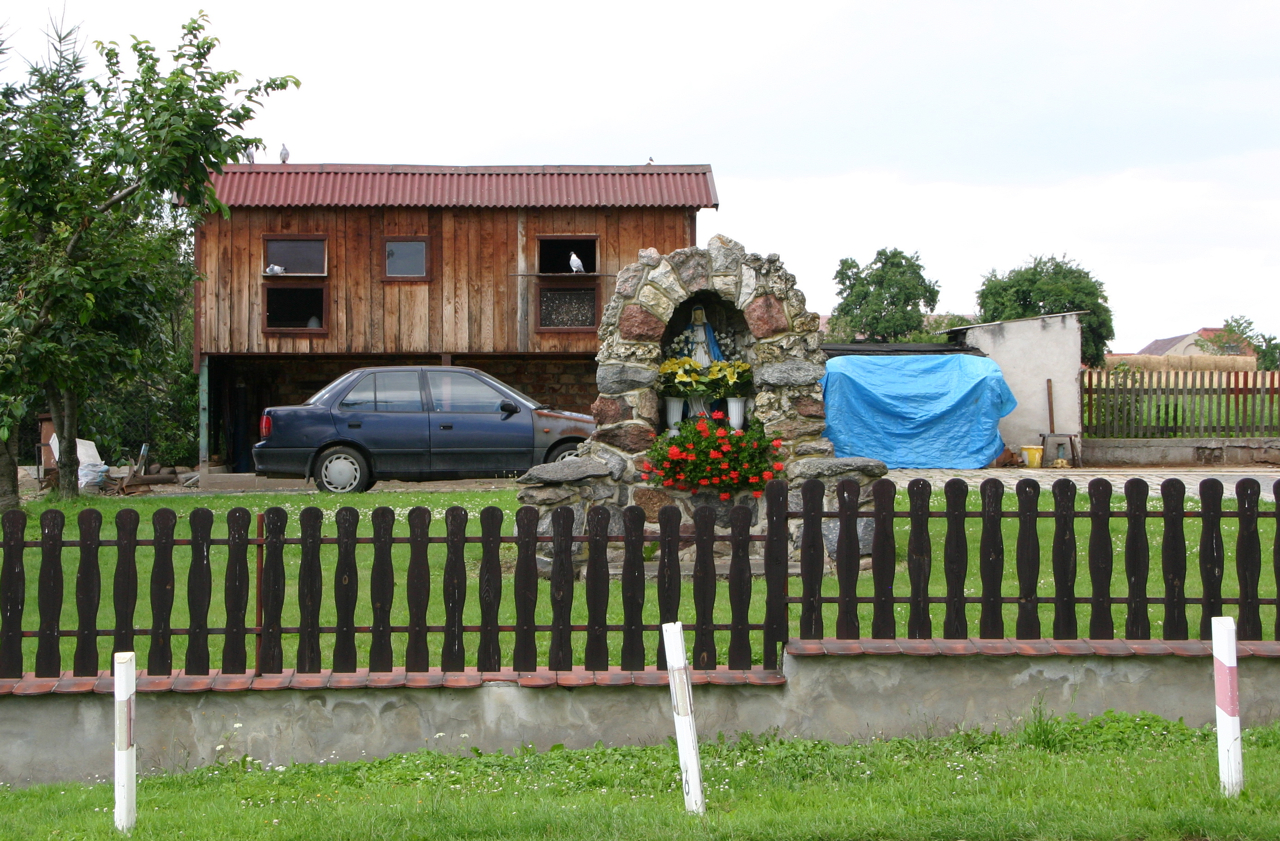
Kapliczka
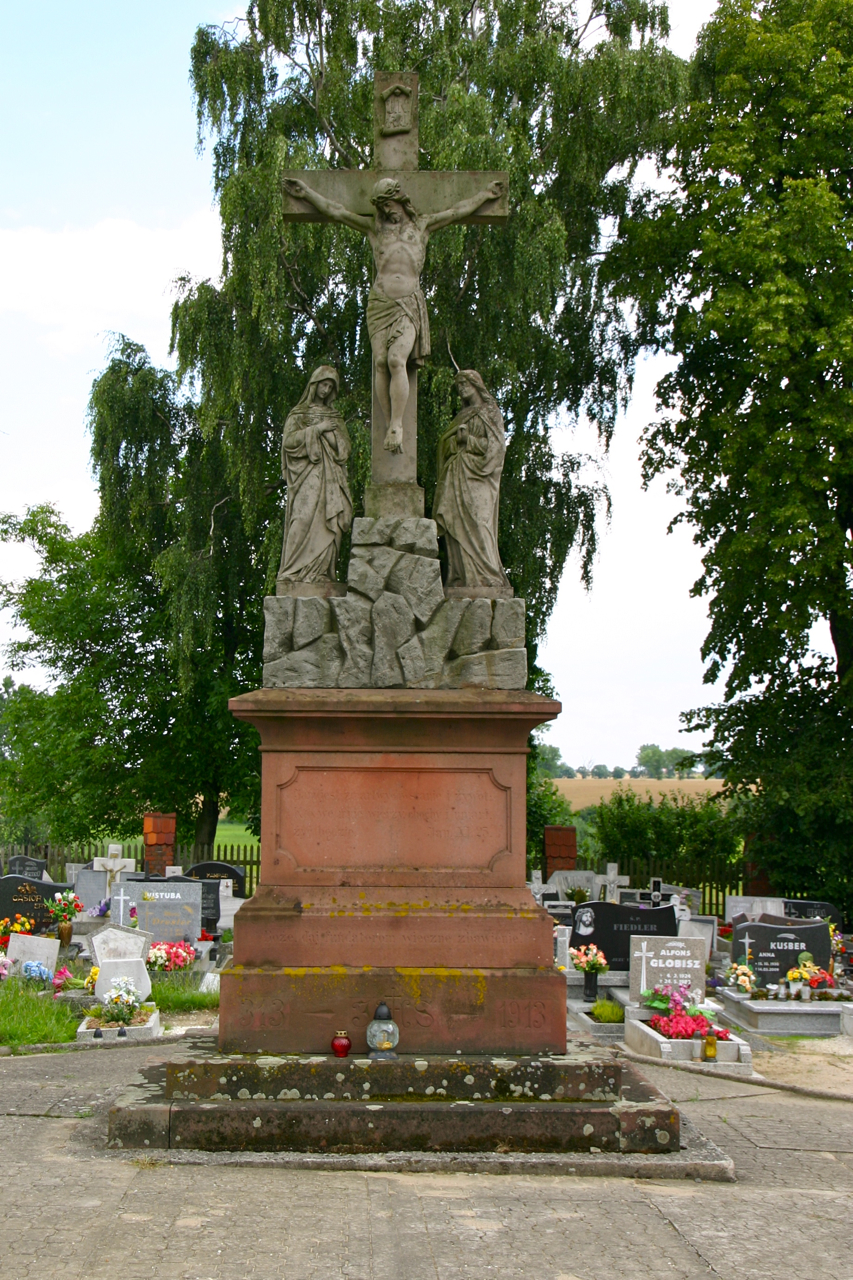
Krzyż na cmentarzu
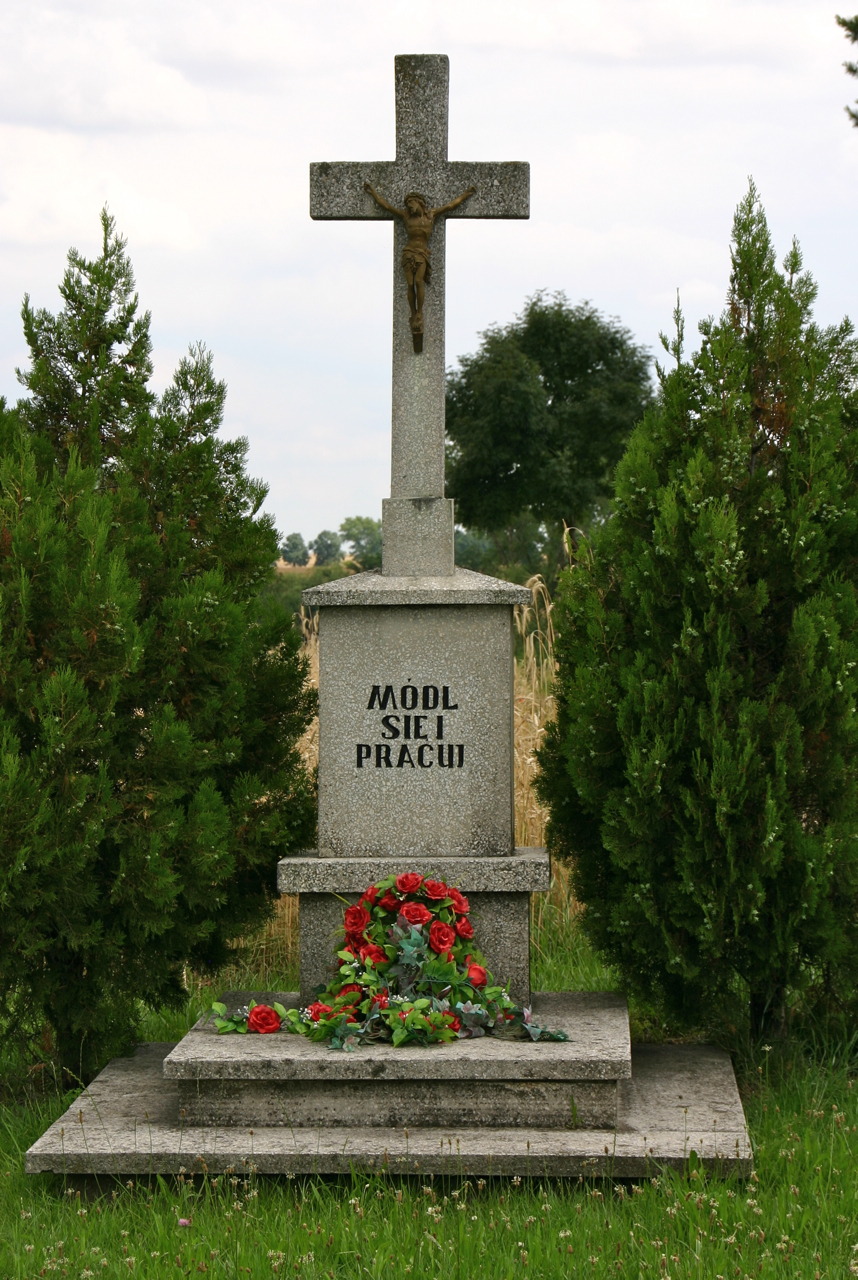
Krzyż

## Turystyka
Oddział PTTK „Sudetów Wschodnich” w Prudniku ustanowił turystyczną Odznakę Krajoznawczą Ziemi Prudnickiej, którą zdobywa się poprzez zwiedzenie odpowiedniej liczby obiektów w miejscowościach położonych na ziemi prudnickiej, w tym w Ligocie Bialskiej.

### Szlaki turystyczne
Przez Ligotę Bialską prowadzą szlaki turystyczne:
- Szlakami bociana białego (46,6 km): Biała – Solec – Olbrachcice – Wierzch – Wilków – Rostkowice – Mokra – Łącznik – Brzeźnica – Górka Prudnicka – Ligota Bialska – Biała[56]
- Szlakiem zabytkowych kościołów (9,12 km): Prężyna – Biała – Śmicz – Miłowice – Kolnowice – Otoki – Ligota Bialska – Krobusz – Dębina – Łącznik – Mokra – Żabnik – Gostomia – Solec – Olbrachcice[57]

### Szlaki rowerowe
Przez Ligotę Bialską prowadzą szlaki rowerowe:
- Trasa rowerowa PTTK nr 261-c: Biała – Stare Miasto – Solec – Olbrachcice – Wierzch – Wilków – Rostkowice – Gostomia – Krobusz – Radostynia – Mokra – Łącznik – Brzeźnica – Górka Prudnicka – Ligota Bialska – Biała
- Trasa rowerowa PTTK nr 262-z: Biała – Stare Miasto – Solec – Rostkowice – Gostomia – Nowa Wieś Prudnicka – Urszulanowice – Moszna – Ogiernicze – Łącznik – Chrzelice – Rzymkowice – Pogórze – Frącki – Brzeźnica – Górka Prudnicka – Ligota Bialska – Biała

## Bezpieczeństwo
W zakresie ochrony przeciwpożarowej oraz innych miejscowych zagrożeń w Ligocie Bialskiej działa jednostka Ochotniczej Straży Pożarnej.
Miejscowość jest pod opieką dzielnicowego rejonu służbowego nr 16 Komendy Powiatowej Policji w Prudniku (Posterunek Policji w Białej).
Teren wsi, jak i całej gminy Biała, położony jest w strefie nadgranicznej w związku z czym Straż Graniczna dysponuje, na tym obszarze, specjalnymi kompetencjami w zakresie bezpieczeństwa. Gminę Biała obejmuje zasięgiem służbowym placówka Straży Granicznej w Opolu ze Śląskiego Oddziału SG.

## Ludzie związani z Ligotą Bialską
- Aleksander Skowroński (1863–1934) – działacz narodowy i społeczny, proboszcz parafii w Ligocie Bialskiej
- Andrzej Zając (1879–1954) – działacz narodowy, urodzony w Ligocie Bialskiej
- Piotr Triebler (1898–1952) – artysta rzeźbiarz, urodzony w Ligocie Bialskiej
- Erhard Cziomer (1940–2020) – politolog, historyk i badacz stosunków międzynarodowych, urodzony w Ligocie Bialskiej